# Phocoena dioptrica
Pour les articles homonymes, voir Marsouin.
Espèce
Synonymes
- Australophocaena dioptrica (Lahille, 1912)

Statut de conservation UICN

 LC  : Préoccupation mineure
Statut CITES
Le Marsouin à lunettes ou Marsouin de Lahille (Phocoena dioptrica) est une espèce de cétacé de petite taille.

Comparaison de taille avec un humain

## Répartition

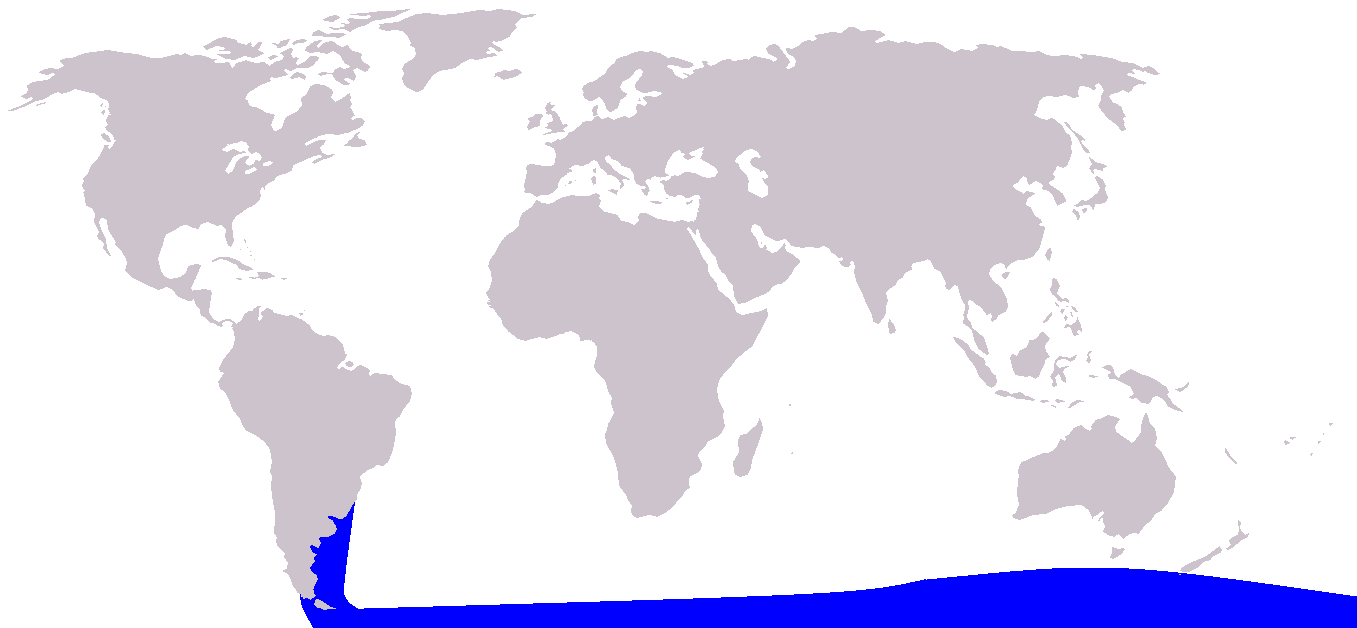
Répartition des habitats du marsouin à lunettes, qui s'étend peut-être à toutes les longitudes

## Taxonomie
C'était le seul représentant du genre Australophocaena,. Cette appartenance à un genre en soi a duré quelques dizaines d'années, bien que parfois contestée. Sur la base d'études génétiques et morphométriques récentes, elle est maintenant placée dans le genre Phocoena,. Le nom d'Australophocaena dioptrica est maintenant conservé, en tant que synonyme de Phocoena dioptrica.